# 15 de novembre
El 15 de novembre o 15 de santandria és el tres-cents dinovè dia de l'any del calendari gregorià i el tres-cents vintè en els anys de traspàs. Queden 46 dies per finalitzar l'any.

## Esdeveniments
Països Catalans
- 1347 - Barcelona: Pere III el Cerimoniós es casa amb Elionor de Portugal.
- 1798 - Menorca: l'exèrcit britànic ocupa l'illa que estava en mans franceses durant l'ocupació de Menorca de 1798 en el context de la Segona Coalició en les guerres Napoleòniques.
- 1998 - Vilafranca del Penedès: els Castellers de Vilafranca carreguen el primer 3 de 10 amb folre i manilles de la història.
- 2004 - Brussel·les (Bèlgica): el Govern d'Andorra hi signa l'acord de cooperació amb la Unió Europea tancat el 30 d'abril.

Resta del món
- 1855 - París: S'hi clausura l'Exposició Universal de París, amb «productes de l'agricultura, de la indústria i les belles arts».[2]
- 1884 - Berlín: s'hi inicia la Conferència de Berlín, durant la qual, les potències colonials europees es reparteixen Àfrica.
- 1889 - Brasil: l'emperador Pere II és deposat per un cop d'estat i es proclama la República del Brasil.
- 1966 - Madrid: S'estrena el segon canal de TVE (TVE 2), coneguda al principi com l'UHF, que emetia continguts culturals, esportius i de servei públic, de baixa audiència.
- 1983 - Xipre: l'exèrcit turc proclama la República Turca de Xipre del Nord en la zona nord on viuen 180.000 habitants d'origen turc.
- 2004 - Washington (els Estats Units): Colin Powell presenta la dimissió com al secretari d'estat i el substituirà l'endemà Condoleezza Rice.
- 2004 - Brussel·les (Bèlgica): els governs de Mònaco, San Marino i Liechtenstein hi signen un acord de cooperació amb la Unió Europea.

### Literatura
15 de novembre
Naiximents
- 1633  Gesina ter Borch
- 1862  Gerhart Hauptmann, (Nobel 1912)

Morts
- 1916  Henryk Sienkiewicz (Nobel 1905)

## Naixements
Països Catalans
- 1633 - Deventer: Gesina ter Borch, escriptora i pintora del Segle d'or neerlandès (m. 1690).[3]
- 1834 - Montlluís, Alta Cerdanya: Armand Jacquey, general i polític francès.
- 1839 - Gandia, la Safor: José María Úbeda Montés, compositor i organista valencià (m. 1909).
- 1901 - València: Felip Mateu i Llopis, bibliotecari i historiador valencià (m. 1998).
- 1927 - Barcelona: Concepció Carreras i Fontserè, bibliotecària catalana (m. 2023).[4]
- 1930 - Barcelona: Maria Antònia Canals i Tolosa, mestra i matemàtica, cofundadora de l'Associació de Mestres Rosa Sensat.[5]
- 1936 - Barcelona: Maria Dolors Renau, psicòloga, pedagoga i política catalana, Creu de Sant Jordi 2011.[6]
- 1957 - 
  - Barcelona: Paco Mir, actor, humorista, guionista i director de cinema català, integrant del Tricicle.
  - Perpinyà: Marie-Thérèse Sanchez-Schmid, política nord-catalana.[7]
- 1959 - Tortosa, Baix Ebre: Maria del Carme Queralt Tomàs, antropòloga i museòloga i comissària d'exposicions catalana.[8]
- 1972 - Barcelona: Montserrat Martí i Caballé, soprano catalana.[9]
- 1979 - Barcelona: Albert Rivera Díaz, polític català.

Resta del món
- 1498 - Lovaina: Elionor d'Àustria, infanta de Castella i Aragó, reina de Portugal i de França (m. 1558).[10]
- 1824, Nova York: Ellen Curtis Demorest, empresària nord-americana, inventora dels patrons de confecció de paper (m. 1898).[11]
- 1845 - Viena: Tina Blau, pintora de paisatge austríaca impressionista, primera dona a treballar a l'aire lliure (m. 1916).[12]
- 1862 - Obersalzbrunn, Polònia: Gerhart Hauptmann, escriptor alemany, Premi Nobel de Literatura de l'any 1912 (m. 1946).
- 1869 - Sant Petersburg: Vassili Vladímirovitx Bartold, historiador rus (m. 1930).
- 1874 - Grenaa, Dinamarca: August Krogh, metge danès, Premi Nobel de Medicina o Fisiologia de l'any 1920 (m. 1949).
- 1879 - Worcester (Massachusetts), Estats Units: Lewis Stone, actor estatunidenc (m. 1953).
- 1887 - 
  - Kirkwood: Marianne Moore, poetessa, traductora, crítica i editora americana d'estil modernista (m. 1972).[13]
  - Sun Prairie, Wisconsin: Georgia O'Keeffe, artista estatunidenca d'art abstracte (m. 1986).[14]
- 1891 - Heidenheim, Alemanya: Erwin Rommel, militar alemany (m. 1944).[15]
- 1892 - Pottstown, Pennsilvània: Naomi Childers, actriu estatunidenca de cinema mut.[16]
- 1895 - Tsàrskoie Seló, Rússia: Olga de Rússia, gran duquessa de Rússia, filla gran del darrer tsar, executada a Iekaterinburg el 1918.
- 1899 - Vigoː Urania Mella Serrano, política galega, precursora de l'associacionisme femení (m. 1945).[17]
- 1922 - Varsòvia (Polònia): Wojciech Fangor, pintor, grafista, dissenyador i escultor polonès (m. 2015).[18]
- 1923 - Toronto: Miriam Schapiro, artista feminista estatunidenca (m. 2015).[19]
- 1932 - Epsom, Surrey, Anglaterra: Petula Clark, cantant, actriu i compositora britànica.[20]
- 1933 - Veauche (França): Françoise Héritier, etnòloga i antropòloga francesa (m. 2017)[21]
- 1945 - Anni-Frid Lyngstad, coneguda com a Frida Lyngstad, cantant de pop i jazz sueca, que fou membre del grup ABBA.[22]
- 1946 - Sevilla: Carmen Romero, professora de llengua i literatura i també política espanyola.
- 1955 - Madrid: Gema Martín Muñoz, sociòloga, arabista i assagista espanyola. Experta en el món àrab.
- 1968 - Stanford, Califòrnia: Deborah S. Jin, física estatunidenca, pionera en química quàntica molecular polar (m. 2016).[23]
- 1971 - Wellesley: Jay Harrington, actor estatunidenc.
- 1976 - Lima (Perú): Claudia Llosa, directora cinematogràfica peruana.[24]
- 1985 - Natzaret, Palestina: Maisa Abd Elhadi, actriu àrab palestina.

## Necrològiques
Països Catalans
- 1980, 
  - Barcelona: Emili Pujol i Villarrubí, músic català (n. 1886).
  - Barcelona: Llucieta Canyà i Martí, escriptora i conferenciant (n. 1901).[25]
- 1989, Olot, La Garrotxa: Càndida Pérez, cupletista i compositora, autora de molts cuplets catalans (n. 1893).[26]
- 2009, Barcelona: Maria Teresa Llorens i Crusat, mestra i compositora catalana.[27]

Resta del món
- 1630, Ratisbona, Alemanya: Johannes Kepler, astrònom i matemàtic alemany (n. 1571).
- 1670, Amsterdam (Països Baixos): Jan Amós Comenius, filòsof, gramàtic i pedagog txec (n. 1592).
- 1787, Erasbach, Alt Palatinat: Christoph Willibald Gluck, compositor alemany de l'època clàssica.
- 1853, Lisboa: Maria II de Portugal l'Educadora, reina de Portugal (n. 1819).[28]
- 1916, Vevey, Suïssa: Henryk Sienkiewicz, escriptor polonès, Premi Nobel de Literatura de 1905 (n. 1846).
- 1917, París (França): Émile Durkheim, sociòleg francès (n. 1858).
- 1919, Zúric, Suïssa: Alfred Werner, químic alemany, Premi Nobel de Química de l'any 1913 (n. 1866).
- 1930, Lisboa: Ernesto Júlio de Carvalho e Vasconcelos, militar de l'armada portuguesa, enginyer, explorador i geògraf portuguès.
- 1959, Edimburg, Escòcia: Charles Thomson Rees Wilson, biòleg, físic i químic escocès, Premi Nobel de Física de 1927 (n. 1869).
- 1969, Madrid (Espanya): Ignacio Aldecoa, escriptor espanyol (n. 1925).
- 1976, París: Agnès Capri, actriu i cantant, gran figura de les avantguardes poètiques i del cabaret parisenc (n. 1907).[29]
- 1978, Nova York: Margaret Mead, etnòloga, antropòloga, professora universitària i investigadora pionera estatunidenca (n. 1901).[30]
- 1981, Hamburg: Elsa Thiemann, fotògrafa alemanya i antiga estudiant de la Bauhaus (n. 1910).[31]
- 1985, Basilea: Meret Oppenheim, artista surrealista suïssa d'origen alemany (n. 1913).[32]
- 2015: Greifswald: Annelise Pflugbeil, professora i clavecinista alemanya.

## Festes i commemoracions
- Onomàstica: sant Desideri de Caors, bisbe; sant Eugeni de Toledo (màrtir); sants Aureli, Suacri, Escutari, Armentari i Benigne del Velai, bisbes de Lo Puèi de Velai, que hi són venerats localment; Fèlix de Nola, bisbe; Albert el Gran, bisbe i Doctor de l'Església; Leopold III, marcgravi d'Àustria; Maclovi d'Aleth, bisbe; Roque González i Alonso Rodríguez Olmedo, jesuïtes màrtirs; José Pignatelli, jesuïta; beata Maria de la Passió, fundadora de les Franciscanes Missioneres de Maria; venerables Magdalena Rialp, monja (1710).